# Wielka Kopa (Tatry)
Wielka Kopa (słow. Veľká kopa, 1653 m n.p.m.) – mało wybitny, zarośnięty kosodrzewiną wierzchołek w bocznej, południowej grani Siwego Wierchu w Tatrach Zachodnich na Słowacji. Wznosi się pomiędzy Ostrą (Ostrá, 1764 m) na północy a Małą Kopą (Malá kopa, 1637 m) na południu. Od tej ostatniej Wielka Kopa oddzielona jest przełęczą Przedwrocie (Predúvratie, 1585 m), od Ostrej natomiast płytko wciętym, nienazwanym siodłem. Zachodnie stoki Wielkiej Kopy opadają do Doliny Guniowej, wschodnie do Doliny Bobrowieckiej i wcina się w nie Zapaczny Żleb.
W niektórych źródłach szczyt ten zwany jest Banią (Baňa), natomiast nazwa „Wielka Kopa” dotyczy sąsiedniej Małej Kopy. W artykule przyjęto nazewnictwo stosowane w Wielkiej encyklopedii tatrzańskiej Witolda i Zofii Paryskich oraz na większości map turystycznych.

## Szlaki turystyczne
– zielony: rozdroże pod Tokarnią – rozdroże pod Babkami – Babki – Babkowa Przehyba – Przedwrocie – Siwy Wierch. Ścieżka omija sam wierzchołek Wielkiej Kopy w odległości kilkudziesięciu metrów, trawersując go po wschodniej stronie. Czas przejścia: 4:50 h, ↓ 4 h.
  – niebieski: Bobrowiecki Wapiennik – rozdroże pod Babkami – Chata Czerwieniec – Przedwrocie. Również ten szlak omija wierzchołek, zataczając łuk po jego wschodniej stronie. Czas przejścia: 3:20 h, ↓ 2:35 h.
Dopuszczalne jest tutaj uprawianie w zimie narciarstwa pozatrasowego i skialpinizmu.